# Isidre Mogas i Palet
Isidre Mogas i Palet (Terrassa, 3 de maig de 1867 - Terrassa, 6 de gener de 1915) fou un compositor, mestre de capella, director d'orquestra i organista català.

## Biografia
Fill d'un fuster del carrer Sant Pere de Terrassa, ben aviat va manifestar una gran vocació per a la música i, de molt jove, anà a perfeccionar els seus estudis a Barcelona. A l'edat de divuit anys començà a treballar com a professor de solfeig i piano entre els terrassencs. El seu mestratge transcendí aviat dins l'ambient musical de Terrassa, especialment quan, en apropar-se la Pasqua, reunia una colla d'amics i formava un grup d'entusiastes caramellaires que cantaven cançons que havia compost expressament per a l'ocasió. Aquestes eren de caràcter satíric i molt ajustades al gust dels cantaires i dels seus conciutadans, i per això es van fer populars molt ràpidament.
Fou mestre de capella de la parròquia de Sant Pere de Terrassa que, després de la consolidació de l'església del Sant Esperit, seguia en actiu per tal d'atendre el veïnat. També dirigí la majoria d'orquestres que actuaven a les fundacions lírico-teatrals de Terrassa, i fins i tot va formar-ne una de pròpia, coneguda amb el nom d'Orquestra d'En Mogas. També va guanyar molta popularitat donant selectes concerts i amenitzant les vetllades de l'incipient Ateneu Terrassenc.
A primers de segle va succeir a Marc Biosca i Barba en el càrrec de mestre de capella i organista del Sant Esperit de Terrassa. Estant ocupat en l'esmentat càrrec, el dia 4 de juny del 1909, l'ajuntament i la comunitat de la parròquia acordaren anul·lar la concòrdia de fusió de l'any 1646 i ambdues entitats quedaren lliures de nomenar cadascuna el seu propi mestre. En conseqüència, al mateix any, es fundà l'Escola Municipal de Música de Terrassa sota la direcció de Pau Arnau i Riera, però en traspassar aquest l'any 1911, la direcció de la nova escola fou confiada al mateix Isidre Mogas, sent, per tant, el segon director. Tot i així, no pogué desenvolupar el nou càrrec com hauria desitjat, ja que aviat començà a trobar-se malament i, mancat de salut, renuncià a la responsabilitat l'any 1912. A partir de la renúncia, continuà la seva labor d'organista del Sant Esperit fins al 6 de gener de l'any 1915, dia en què va traspassar.

## Obres
Selecció d'obres:
- Dios te Salve. Avemaria per a 3 v i Org. (1890)
- Santa Maria per a 3 v i Org. (1890)
- O salutaris hostia. Motet per a 1 v i Ac. (1896)
- Parenostre, Avemaries i Trisagi per a 2 v i Ac. (1897)
- Trisagi per a 3 v i Org. (1904)
- Ave Maris Stella. Himne per a 2 v i instr. (1904)